# Malina (roman)
Malina är en roman av den österrikiska författaren Ingeborg Bachmann, utgiven 1971. Romanen handlar om en kvinna – bokens jag – och hennes förhållanden med två mycket olika män: Malina och Ivan. Bachmann berör i romanen teman som skuld, relationer, psykisk ohälsa samt olika kollektiva och personliga trauman i efterkrigstidens Wien.
Malina filmatiserades 1991, med regi av Werner Schroeter och manus av Elfriede Jelinek; i huvudrollen ses Isabelle Huppert.
Författare och litteraturkritiker, bland andra Rachel Kushner och Alexandra Kurmann, har spekulerat i vem denne Malina egentligen är. Frågan är om Malina är Bachmanns alter ego – en del av hennes eget psyke.
Bachmann planerade att skriva en trilogi med Malina som första del; de två andra delarna fullbordades aldrig och Bachmann avled i en brand två år efter bokens utgivning.